# NGC 123
NGC 123, al igual que NGC 122, es un objeto inexistente o desaparecido,  qué fue observado por Wilhelm Tempel el 27 de septiembre de 1880, en la constelación de Cetus.
También es posible de que NGC 123 se trate de una estrella, de magnitud aparente de 16,7,tiene una magnitud absoluta desconocida, observada por Guillaume Bigourdan el 16 de Noviembre de 1890, tiene una ascención recta de 00h 28m 00s, una declinación de -1° 37′ 00″ y es de época J2000.